# Campionati europei di corsa in montagna 2007
I XIII Campionati europei di corsa in montagna si sono disputati a Cauterets, in Francia, l'8 luglio 2007 con il nome di European Mountain Running Trophy 2007. Il titolo maschile è stato vinto da Ahmet Arslan, quello femminile da Anita Haakenstad-Evertsen. A partire da questa edizione del campionato sono state introdotte le categorie under 20 (chiamate juniores), sia maschili che femminili.

## Uomini Seniores
Individuale
| Pos.    | Atleta                | Nazione  | Tempo    |
| ------- | --------------------- | -------- | -------- |
| Oro     | Ahmet Arslan          | Turchia  | 1h08'39" |
| Argento | Marco De Gasperi      | Italia   | 1h08'50" |
| Bronzo  | Marco Gaiardo         | Italia   | 1h09'09" |
| 4       | Alexander Bolkhovitin | Russia   | 1h10'01" |
| 5       | Sebastien Epiney      | Svizzera | 1h10'16" |
| 6       | Raymond Fontaine      | Francia  | 1h10'28" |
| 7       | Vicente Capitan       | Spagna   | 1h10'34" |
| 8       | Josef Beha            | Germania | 1h10'48" |
| 9       | Timo Zeiler           | Germania | 1h11'08" |
| 10      | Gabriele Abate        | Italia   | 1h11'19" |

Squadre
| Pos.    | Squadra  | Punti |
| ------- | -------- | ----- |
| Oro     | Italia   | 15    |
| Argento | Francia  | 31    |
| Bronzo  | Germania | 36    |

## Uomini Juniores
Individuale
| Pos.    | Atleta           | Nazione     | Tempo  |
| ------- | ---------------- | ----------- | ------ |
| Oro     | Mehmet Akkoyun   | Turchia     | 48'27" |
| Argento | Emrah Akalin     | Turchia     | 48'35" |
| Bronzo  | Mahmut Uruclu    | Turchia     | 48'40" |
| 4       | Manuel Stöckert  | Germania    | 49'06" |
| 5       | Rene Stöckert    | Germania    | 49'53" |
| 6       | Jiri Vojak       | Rep. Ceca   | 51'01" |
| 7       | Alex Baldaccini  | Italia      | 52'05" |
| 8       | Jonathan Hare    | Inghilterra | 52'15" |
| 9       | Emanuele Rampa   | Italia      | 52'46" |
| 10      | Augustin Salamin | Svizzera    | 52'49" |

Squadre
| Pos.    | Squadra  | Punti |
| ------- | -------- | ----- |
| Oro     | Turchia  | 6     |
| Argento | Germania | 21    |
| Bronzo  | Italia   | 34    |

## Donne Seniores
Individuale
| Pos.    | Atleta                    | Nazione   | Tempo  |
| ------- | ------------------------- | --------- | ------ |
| Oro     | Anita Haakenstad-Evertsen | Norvegia  | 51'45" |
| Argento | Anna Pichrtova            | Rep. Ceca | 52'34" |
| Bronzo  | Kirsten Otterbu M.        | Norvegia  | 52'56" |
| 4       | Martina Strähl            | Svizzera  | 53'26" |
| 5       | Angeline Joly             | Svizzera  | 53'45" |
| 6       | Isabelle Guillot          | Francia   | 53'51" |
| 7       | Vittoria Salvini          | Italia    | 54'31" |
| 8       | Bernadette Meier          | Svizzera  | 55'51" |
| 9       | Iva Milesova              | Rep. Ceca | 55'59" |
| 10      | Maria Grazia Roberti      | Italia    | 56'05" |

Squadre
| Pos.    | Squadra   | Punti |
| ------- | --------- | ----- |
| Oro     | Svizzera  | 17    |
| Argento | Rep. Ceca | 22    |
| Bronzo  | Italia    | 29    |

## Donne Juniores
Individuale
| Pos.    | Atleta           | Nazione     | Tempo  |
| ------- | ---------------- | ----------- | ------ |
| Oro     | Lucija Krkoc     | Slovenia    | 23'33" |
| Argento | Kerstin Straub   | Germania    | 23'58" |
| Bronzo  | Hannah Bateson   | Inghilterra | 24'50" |
| 4       | Anita Baierl     | Austria     | 25'09" |
| 5       | Blue Haywood     | Inghilterra | 25'30" |
| 6       | Tanjy Eberhart   | Austria     | 25'58" |
| 7       | Clara Faustini   | Italia      | 26'16" |
| 8       | Azize Ozbey      | Turchia     | 26'35" |
| 9       | Dilek Cimenkaya  | Turchia     | 26'37" |
| 10      | Martina Vevodova | Rep. Ceca   | 26'45" |

Squadre
| Pos.    | Squadra     | Punti |
| ------- | ----------- | ----- |
| Oro     | Inghilterra | 8     |
| Argento | Austria     | 10    |
| Bronzo  | Slovenia    | 13    |

## Medagliere
| Posizione | Paese       | Oro | Argento | Bronzo | Totale |
| --------- | ----------- | --- | ------- | ------ | ------ |
| 1         | Turchia     | 3   | 1       | 1      | 5      |
| 2         | Italia      | 1   | 1       | 3      | 5      |
| 3         | Inghilterra | 1   | 0       | 1      | 2      |
| 3         | Norvegia    | 1   | 0       | 1      | 2      |
| 3         | Slovenia    | 1   | 0       | 1      | 2      |
| 6         | Svizzera    | 1   | 0       | 0      | 1      |
| 7         | Austria     | 0   | 1       | 0      | 1      |
| 7         | Francia     | 0   | 1       | 0      | 1      |
| 9         | Germania    | 0   | 2       | 1      | 3      |
| 10        | Rep. Ceca   | 0   | 2       | 0      | 2      |